# Regeringen Truss
Regeringen Truss (engelska: The Truss ministry) var Storbritanniens regering som tillträdde den 6 september 2022 och som leddes av premiärminister Liz Truss från det Konservativa partiet och avgick den 25 oktober 2022. Med en regeringstid på 51 dagar är det den regering i Storbritanniens historia som suttit kortast tid. Regeringen tillträdde dagen efter att Truss valts till det konservativa partiets partiordförande. 
Efter att regeringen varit tvungen att hantera flera kriser meddelade Liz Truss den 20 oktober 2022 sin avgång, och att den skulle genomföras så fort en ny partiledare för de Konservativa valts. Den 24 oktober slogs det fast att Rishi Sunak var den enda kanditaten som ställde upp och hade tillräckligt förtroende.
Det var den hundrade regeringen som tillträtt i Storbritannien och den tredje gången i historien som regeringschefen var en kvinna, efter Margaret Thatcher och Theresa May. Regeringen var också den första på sjuttio år som styrt under två olika monarker. Den efterträddes av regeringen Sunak.
| Titel                                                                                    | Namn | Namn                     | Tillträdde       | Avgick          | Parti        |
| ---------------------------------------------------------------------------------------- | ---- | ------------------------ | ---------------- | --------------- | ------------ |
| Premiärminister Förste skattkammarlord Minister för offentlig förvaltning Unionsminister |      | Liz Truss                | 6 september 2022 | 25 oktober 2022 | Konservativa |
| Hälsominister Vice premiärminister                                                       |      | Thérèse Coffey           | 6 september 2022 | 25 oktober 2022 | Konservativa |
| Finansminister Andre skattkammarlord                                                     |      | Kwasi Kwarteng           | 6 september 2022 | 14 oktober 2022 | Konservativa |
| Finansminister Andre skattkammarlord                                                     |      | Jeremy Hunt              | 14 oktober 2022  | 25 oktober 2022 | Konservativa |
| Utrikesminister                                                                          |      | James Cleverly           | 6 september 2022 | 25 oktober 2022 | Konservativa |
| Inrikesminister                                                                          |      | Suella Braverman         | 6 september 2022 | 19 oktober 2022 | Konservativa |
| Inrikesminister                                                                          |      | Grant Shapps             | 19 oktober 2022  | 25 oktober 2022 | Konservativa |
| Justitieminister Lordkansler                                                             |      | Brandon Lewis            | 6 september 2022 | 25 oktober 2022 | Konservativa |
| Jämställdhetsminister Samordningsminister Chancellor of the Duchy of Lancaster           |      | Nadhim Zahawi            | 6 september 2022 | 25 oktober 2022 | Konservativa |
| Försvarsminister                                                                         |      | Ben Wallace              | 6 september 2022 | 25 oktober 2022 | Konservativa |
| Bostads- och kommunminister                                                              |      | Simon Clarke             | 6 september 2022 | 25 oktober 2022 | Konservativa |
| Näringslivsminister                                                                      |      | Jacob Rees-Mogg          | 6 september 2022 | 25 oktober 2022 | Konservativa |
| Minister med ansvar för att genomföra besluten tagna vid COP26                           |      | Alok Sharma              | 6 september 2022 | 25 oktober 2022 | Konservativa |
| Handelsminister President för Handelskollegiet                                           |      | Kemi Badenoch            | 6 september 2022 | 25 oktober 2022 | Konservativa |
| Arbetsmarknads- och pensionsminister                                                     |      | Chloe Smith              | 6 september 2022 | 25 oktober 2022 | Konservativa |
| Utbildningsminister                                                                      |      | Kit Malthouse            | 6 september 2022 | 25 oktober 2022 | Konservativa |
| Miljö-, livsmedels- och landsbygdsminister                                               |      | Ranil Jayawardena        | 6 september 2022 | 25 oktober 2022 | Konservativa |
| Transportminister                                                                        |      | Anne-Marie Trevelyan     | 6 september 2022 | 25 oktober 2022 | Konservativa |
| Minister för Skottland                                                                   |      | Alister Jack             | 6 september 2022 | 25 oktober 2022 | Konservativa |
| Minister för Wales                                                                       |      | Sir Robert Buckland      | 6 september 2022 | 25 oktober 2022 | Konservativa |
| Minister för Nordirland                                                                  |      | Chris Heaton-Harris      | 6 september 2022 | 25 oktober 2022 | Konservativa |
| Minister för digitala frågor, kultur, media och idrott                                   |      | Michelle Donelan         | 6 september 2022 | 25 oktober 2022 | Konservativa |
| Ledare i Överhuset Lordsigillbevarare                                                    |      | Nicholas True, Lord True | 6 september 2022 | 25 oktober 2022 | Konservativa |
| Ledare i Underhuset Lordpresident                                                        |      | Penny Mordaunt           | 6 september 2022 | 25 oktober 2022 | Konservativa |
| Minister utan portfölj, partisekreterare                                                 |      | Jake Berry               | 6 september 2022 | 25 oktober 2022 | Konservativa |

Nedanstående ministrar närvarar vid kabinettets sammanträden men anses inte vara fullvärdiga medlemmar.
| Titel                                                                  | Namn | Namn          | Tillträdde       | Avgick          | Parti        |
| ---------------------------------------------------------------------- | ---- | ------------- | ---------------- | --------------- | ------------ |
| Minister for Cabinet Office Paymaster General                          |      | Edward Argar  | 6 september 2022 | 14 oktober 2022 | Konservativa |
| Minister for Cabinet Office Paymaster General                          |      | Chris Philp   | 14 oktober 2022  | 25 oktober 2022 | Konservativa |
| Parlamentarisk sekreterare till kabinettet Chefsinpiskare i underhuset |      | Wendy Morton  | 6 september 2022 | 25 oktober 2022 | Konservativa |
| Attorney General för England och Wales Advocate General för Nordirland |      | Michael Ellis | 6 september 2022 | 25 oktober 2022 | Konservativa |
| Chefssekreterare i finansministeriet                                   |      | Chris Philp   | 6 september 2022 | 14 oktober 2022 | Konservativa |
| Chefssekreterare i finansministeriet                                   |      | Edward Argar  | 14 oktober 2022  | 25 oktober 2022 | Konservativa |
| Biståndsminister                                                       |      | Vicky Ford    | 6 september 2022 | 25 oktober 2022 | Konservativa |
| Säkerhetsminister                                                      |      | Tom Tugendhat | 6 september 2022 | 25 oktober 2022 | Konservativa |
| Minister för veteranfrågor och statusen för de väpnade styrkorna       |      | James Heappey | 6 september 2022 | 25 oktober 2022 | Konservativa |
| Klimatminister                                                         |      | Graham Stuart | 6 september 2022 | 25 oktober 2022 | Konservativa |